# Tour de Flandes 1971
El Tour de Flandes 1971, la 55ª edición de esta clásica ciclista belga. Se disputó el 4 de abril de 1971.
El ganador fue el belga Evert Dolman, que se impuso por dos segundos de ventaja en la llegada a Merelbeke de un grupo de 14 ciclistas. El belga Frans Kerremans y el francés Cyrille Guimard fueron segundo y tercero respectivamente.

## Clasificación General
| Posición | Ciclista               | Equipo                   | Tiempo     |
| -------- | ---------------------- | ------------------------ | ---------- |
| 1        | Evert Dolman           | Flandria-Mars            | 6h 12' 00" |
| 2        | Frans Kerremans        | Hertekamp-Magniflex-Novy | + 02"      |
| 3        | Cyrille Guimard        | Fagor-Mercier-Hutchinson | m. t.      |
| 4        | Georges Van Coningsloo | Molteni                  | m. t.      |
| 5        | Frans Mintjens         | Molteni                  | m. t.      |
| 6        | Jan Janssen            | Bic                      | m. t.      |
| 7        | Jan Krekels            | Goudsmit-Hoff            | m. t.      |
| 8        | Tony Houbrechts        | Salvarani                | m. t.      |
| 9        | Ole Ritter             | Dreher                   | m. t.      |
| 10       | Frans Maes             | Goldor                   | m. t.      |